# Muganakoppalu, Malavalli
Muganakoppalu là một làng thuộc tehsil Malavalli, huyện Mandya, bang Karnataka, Ấn Độ.